# CD Accord Music Edition
CD Accord Music Edition – polska niezależna wytwórnia muzyczna, powstała w 1995 roku w Warszawie. Wytwórnia specjalizuje w muzyce poważnej, jej nakładem ukazały się nagrania m.in. takich wykonawców jak: Daniel Stabrawa, Tomasz Strahl, Krystyna Szostek-Radkowa, Paweł Szymański, Stefania Toczyska, Paweł Wakarecy, Antoni Wit, Henryk Wojnarowski, Adam Zdunikowski, Agata Zubel, Lech Łotocki oraz Jan Łukaszewski.